# Rodrigo Formento
Rodrigo Nicolás Formento Chialanza (Montevideo, Uruguay, 25 de septiembre de 1999) es un futbolista uruguayo que juega de portero y su actual club es Mushuc Runa Sporting Club de la Serie A de Ecuador.

## Carrera
Formado en las divisiones inferiores de Cerro, Formento hizo su debut profesional el 13 de abril de 2019, en una derrota por 2-0 ante el Progreso, por el torneo uruguayo.
En abril de 2021, el portero se incorporó a Progreso cedido por una temporada, pero Formento terminó jugando un semestre en ese club.
En enero de 2022, Formento tendrá su primera experiencia en el extranjero, al fichar en el Coquimbo Unido de la Primera División de Chile.

## Carrera internacional
El 29 de diciembre de 2019, el entrenador de la Selección olímpica uruguaya Gustavo Ferreyra, convocó a Formento para formar parte, de la lista final de 23 jugadores, para el Torneo Preolímpico Conmebol 2020, que se disputó en Colombia, donde los charrúas quedaron terceros en la Liguilla Final.

## Clubes
| Club                      | País    | Año       |
| ------------------------- | ------- | --------- |
| Cerro                     | Uruguay | 2018-2024 |
| → Progreso (cedido)       | Uruguay | 2021      |
| → Coquimbo Unido (cedido) | Chile   | 2022-2023 |
| Cerro Largo               | Uruguay | 2024      |
| Mushuc Runa               | Ecuador | 2025-act. |